# Talissieu
Talissieu är en kommun i departementet Ain i regionen Auvergne-Rhône-Alpes i östra Frankrike. Kommunen ligger  i kantonen Champagne-en-Valromey som ligger i arrondissementet Belley. Kommunens areal är 4,8 km². År 2022 hade Talissieu 514 invånare.

## Befolkningsutveckling
Antalet invånare i kommunen Talissieu
Referens: INSEE